# Rhombognathus scutulatus
Rhombognathus scutulatus is een mijtensoort uit de familie van de Halacaridae. De wetenschappelijke naam van de soort is voor het eerst geldig gepubliceerd in 1983 door Bartsch.